# 3802 Dornburg
3802 Dornburg eller 1986 PJ4 är en asteroid i huvudbältet som upptäcktes den 7 augusti 1986 av den tyske astronomen Freimut Börngen vid Tautenburg-observatoriet. Den har fått sitt namn efter den tyska staden Dornburg.
Asteroiden har en diameter på ungefär 3 kilometer och den tillhör asteroidgruppen Flora.